# Arquivos Sonoros de Teatro - AST
A dimensão sonora no teatro é um campo emergente de pesquisa nas artes cênicas que investiga o papel e o tratamento do som em espetáculos teatrais, considerando suas funções estéticas, documentais e criativas. No Brasil, esse campo vem sendo sistematizado a partir do projeto Arquivos Sonoros de Teatro (AST), coordenado pela pesquisadora Rafaella Uhiara, sediado na ECA-USP e financiado pela FAPESP .

### Contexto e objetivos
Historicamente, os elementos sonoros nas artes cênicas receberam menor atenção em relação aos aspectos visuais. A proposta do AST busca corrigir essa lacuna, propondo uma abordagem ampla sobre o som no teatro, com ênfase na sonoplastia como prática artística e objeto de análise. Trata-se da primeira iniciativa no Brasil a estabelecer uma linha de pesquisa voltada exclusivamente para o estudo da dimensão sonora dos espetáculos teatrais em sua totalidade.
O projeto surgiu a partir da necessidade de metodologias específicas para o tratamento de arquivos sonoros no campo teatral, evidenciada pela chegada do acervo da sonoplasta Tunica Teixeira (1949–2019)   ao Centro de Documentação Teatral da ECA-USP.

### Estrutura do projeto
A pesquisa do AST está organizada em quatro eixos principais:
- Vocabulário e conceitos do som no teatro – desenvolvimento de um referencial teórico e terminológico voltado à sonoplastia cênica;
- Estudo dos processos de criação sonora – análise dos arquivos produzidos em processos teatrais, dos profissionais envolvidos e das interpretações possíveis desses registros;
- Constituição de acervos multimídia – estratégias de organização e integração de documentos sonoros, visuais e textuais em acervos digitais;
- Arquivos sonoros em cena e nos processos criativos – investigação do uso de arquivos sonoros na prática artística contemporânea, promovendo o diálogo entre pesquisadores, técnicos e artistas.

### Resultados e impacto
O projeto tem duração prevista de cinco anos e contempla a realização de dois colóquios internacionais, a publicação de dois livros bilíngues e a organização de um dossier temático da Revista Brasileira de Estudos da Presença (Qualis A1), com prefácio das pesquisadoras Rafaella Uhiara e Ana Wegner . A proposta visa consolidar a dimensão sonora como uma área autônoma e estratégica de investigação nas artes da cena.

### Cooperação internacional
O projeto mantém uma parceria com a Unidade Mista de Pesquisa THALIM (Teoria e História das Artes e Literaturas da Modernidade), ligada ao CNRS, à ENS e à Université Sorbonne Nouvelle, na França. Essa colaboração insere o projeto em um circuito internacional de pesquisa sobre a estética e a historiografia sonora no teatro.